# Nicéforo Comneno

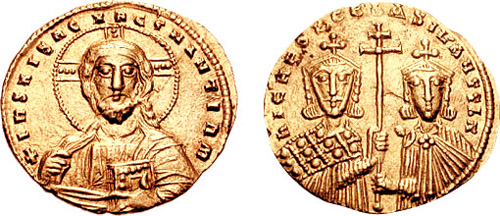
Histameno de r. e r.

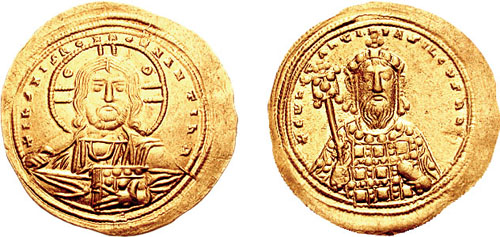
Histameno de r.

Nicéforo Comneno (em grego: Νικηφόρος Κομνηνός; ca. 970 - após 1026/7) foi um líder militar bizantino do século XI, que esteve ativo durante o reinado dos imperadores Basílio II Bulgaróctono (r. 976–1025) e Constantino VIII (r. 1025–1028). Ele serviu como governador da região armênia de Baspracânia (Vaspuracânia) e é um dos primeiros membros conhecidos da família Comneno.

## Biografia
Nicéforo Comneno é um dos primeiros membros documentados da família Comneno, mas sua infância, e mesmo sua conexão com o principal ramo da família, são desconhecidos. O estudioso grego Konstantinos Varzos sugere que tenha nascido ca. 970, e que ele era o irmão mais jovem do patriarca da dinastia comnena, Manuel Erótico Comneno, mas ambas as acepções não podem ser verificadas.
É atestado pela primeira vez em ca. 1022, logo após o rei de Vaspuracânia, Senequerim-João (r. 1003–1021), incapaz de confrontar a pressão de seus vizinhos muçulmanos, rendeu seu reino para o imperador bizantino Basílio II Bulgaróctono (r. 976–1025) em troca de grandes propriedades e o governo do Tema de Sebasteia. Basílio inicialmente deu a nova província Aspracânia (em grego: Ἀσπρακανία; romaniz.: Asprakanía) para Basílio Argiro, mas foi forçado a substituí-lo logo depois devido a sua ineficácia. O protoespatário Nicéforo Comneno foi o indivíduo escolhido como governador (estratego ou catepano), e ele rapidamente conseguir fazer cumprir o governo bizantino efetivo sobre o país. O historiador armênio contemporâneo Aristaces de Lastiver relata que ele capturou o Principado de Arzes na costa norte do Lago de Vã, e incorporou-o em sua província, embora da narrativa do também contemporâneo historiador árabe cristão Iáia de Antioquia, o feito parece ter sido realizado pelo próprio Basílio II.
Nicéforo Comneno continuou a servir como estratego de Baspracânia sob o irmão e sucessor de Basílio II, Constantino VIII (r. 1025–1028), mas em 1026 foi demitido sob suspeita de deslealdade e reconvocou-o para Constantinopla, onde foi cegado. Duas versões diferentes são fornecidas pelas fontes sobre os antecedentes de seu retorno: o cronista bizantino João Escilitzes relata que ele insistiu em um compromisso escrito de apoio de suas tropas, destinadas a serem usadas contra os governantes turcos vizinhos, mas que foi interpretada por Constantino como uma tentativa de criar uma força pessoalmente leal a ele.
Enquanto Escilitzes declarou a acusação infundada e colocou a culpa sobre a suspeita de Constantino, Aristaces alega que Nicéforo estava, de fato, engajado em conversas traiçoeiras com o rei Jorge I da Geórgia (r. 1014–1027), almejando declarar-se imperador ou fazer Baspracânia um reino independente. Quando as tropas do Tema da Capadócia descobriram sobre isso, contudo, eles capturaram-o e enviaram-o como prisioneiro para Constantinopla, onde Constantino VIII, após cuidadosamente examinar o assunto e convencer-se da culpa do oficial, teria cegado ele e oito de seus companheiros no ano seguinte. Sua destino após isso, a data de sua morte, ou seus descendentes são desconhecidos.